# Biotin-PEG2-Amin
Biotin-PEG2-Amin ist ein wasserlösliches pegyliertes Biotinderivat, das als Linker in biotechnologischen und molekularbiologischen Anwendungen eingesetzt wird.

## Verwendung
Biotin PEG2-Amin wird als Linker oder Crosslinker verwendet. Damit können bestimmte Verbindungen an Proteine oder an Antikörper gebunden werden.
Eine häufige Verwendung von Biotin PEG2-Amin ist die Verwendung von EDC und die Vernetzung des Amins im Biotin PEG2-Amin mit Carboxygruppen an Proteinreste, die entweder Aspartat oder Glutamat oder der Carboxy-Terminus von Proteinen sind.
Ein besonderes Anwendungsbeispiel ist die Markierung von Erythrozyten, was wiederum den Nachweis dieser markierten Zellen in kleinen Proben mittels Durchflusszytometrie ermöglicht.